# Alburnus demiri
Alburnus demiri är en fiskart som beskrevs av Özulug och Jörg Freyhof 2008. Alburnus demiri ingår i släktet Alburnus och familjen karpfiskar. Inga underarter finns listade i Catalogue of Life.